# Percy Fawcett
Percival Harrison Fawcett (ur. 18 sierpnia 1867, zm. po 29 maja 1925) − brytyjski wojskowy, oficer artylerii oraz podróżnik.

## Życiorys
Fawcett urodził się w hrabstwie Devon. Jego rodzicami byli Edward B. i Myra Fawcett. Jego o rok starszy brat Edward Douglas Fawcett był wspinaczem, a także autorem powieści przygodowych. Percy Fawcett w 1886 wstąpił do Royal Artillery, służył w mieście Trikunamalaja na Cejlonie. Wtedy poznał swoją późniejszą żonę, Ninę. W 1901 wstąpił do Królewskiego Towarzystwa Geograficznego, gdzie odbył szereg kursów i szkoleń, m.in. uczył się kartografii. Następnie odbył – na zlecenie brytyjskiego wywiadu – podróż do Afryki Północnej.
W 1906 po raz pierwszy wyjechał do Brazylii. Królewskie Towarzystwo Geograficzne zostało poproszone o wytyczenie granicy między Brazylią a Boliwią. Fawcett stanął na czele wyprawy wysłanej w tym celu. Łącznie na przestrzeni lat 1906-1924 przewodził siedmiu ekspedycjom. Jeszcze przed I wojną światową doszedł do wniosku, że w Amazonii, na terenie dzisiejszego stanu Mato Grosso, znajduje się zaginione miasto, które nazwał Z. W poszukiwaniach przeszkodził mu wybuch wojny – Fawcett wrócił do Europy i służył w oddziałach artylerii we Flandrii, osiągając stopień podpułkownika i dowodząc brygadą artylerii.
Był trzykrotnie wymieniony w sprawozdaniach i odznaczony drugim najwyższym brytyjskim odznaczeniem wojskowym Orderem za Wybitną Służbę, Gwiazdą 1914-15, Medalem Wojennym i Medalem Zwycięstwa.
W 1925 wyruszył na swoją ostatnią wyprawę. Ekspedycja, w skład której wchodzili Fawcett, jego syn Jack, Raleigh Rimmell i dwaj brazylijscy przewodnicy, 20 kwietnia wyruszyła z miejscowości Cuiabá. Ostatnia wiadomość od niego pochodziła z końca maja tego roku. W następnych latach nie odnaleziono, mimo podejmowanych prób, ani podróżników, ani ich ciał.

## W kulturze popularnej
W 2009 roku ukazała się książka Davida Granna Zaginione miasto Z: Amazońska wyprawa tropem zabójczej obsesji opisująca ekspedycje Fawcetta. W 2016 roku na podstawie książki zrealizowany został film pod tym samym tytułem, w którym w Fawcetta wcielił się Charlie Hunnam.
Arthur Conan Doyle częściowo oparł postać profesora Challengera na Fawcetcie. Fawcetta wymienia się również jako jedną z inspiracji dla postaci Indiany Jonesa, a jego fikcyjny odpowiednik wspomaga Jonesa w powieści Indiana Jones and the Seven Veils. W grze komputerowej Shadow of the Tomb Raider Lara Croft natrafia na ślady ostatniej ekspedycji Fawcetta, znajdując ciała jej członków w peruwiańskiej dżungli.